# Mujer sin nombre
«Te quiero mujer sin nombre» es una canción del grupo de rock argentino Manal, compuesta por Javier Martínez, baterista y vocalista de la banda para su álbum El león lanzado en 1971.

## Contenido y grabación
«Te quiero mujer sin nombre» o «Mujer sin nombre» se grabó en los Estudios ION de Buenos Aires a mediados de 1971, para ser incluida en "El León", segundo álbum del grupo antes de su disolución.
La canción dura 1:46, lo que hace que el contenido de ésta sea casi nulo, viéndola literalmente, la letra habla sobre un amor a primera vista que se vuelve algo constante en la mente del protagonista.
Sobre una batería a tiempos casi militar y jazzera ejecutada por Javier Martínez, y un bajo y guitarra blusseras como normalmente es el sonido de Manal, ejecutadas por Alejandro Medina y Claudio Gabis.

## Créditos

#### El León, Manal, 1971.
- Martínez: voz y Batería
- Medina: coros y Bajo eléctrico
- Gabis: Guitarra eléctrica